# Кездурка
Кездурка — река в России, протекает по Кезскому району Удмуртии. Устье реки находится в 19 км по правому берегу реки Лып. Длина реки составляет 12 км.
Исток реки на Верхнекамской возвышенности у деревни Верх-Сыга в 7 км к северо-западу от центра посёлка Кез. Генеральное направление течения — юго-восток.
Крупнейший приток — Чекшур (правый). Кездурка протекает небольшие деревни Чекшур, Адямигурт и Кездур. Впадает в Лып чуть ниже последней.

## Данные водного реестра
По данным государственного водного реестра России относится к Камскому бассейновому округу, водохозяйственный участок реки — Чепца от истока до устья, речной подбассейн реки Вятка. Речной бассейн реки — Кама.
Код объекта в государственном водном реестре — 10010300112111100032592.